# نیورکا مارکوس
نیورکا مارکوس کاله (زاده ۲۴ نوامبر ۱۹۶۷) بازیگر، رقصنده و خواننده مکزیکی است.
مارکوس در هاوانا، کوبا در خانواده کارملو مارکوس، سرگرد نیروی دریایی کوبایی، و سالوستیانا «سلست» کاله، یک زن خانه‌دار به دنیا آمد. در سال ۲۰۰۳ مارکوس با بازیگری بابی لاریوس وارد رابطه شد. آنها متعاقباً ازدواج کردند، اما این ازدواج به طلاق ختم شد. مارکوس سپس در سال ۲۰۰۷ با Yanixán Texido ازدواج کرد. این زوج در می ۲۰۰۹ از هم جدا شدند و در ۶ فوریه ۲۰۱۱ طلاق گرفتند.

## آهنگ‌شناسی
- آلکاتراز اس… دولسه (۱۹۹۹)
- پاپ لاتین (۲۰۰۱)
- لا امپرادورا (۲۰۰۷)
- نیورکا مارکوس (۲۰۲۱)

## فیلم‌شناسی

### تلویزیون
| سال       | عنوان                             | نقش                 | یادداشت‌ها                |
| --------- | --------------------------------- | ------------------- | ------------------------ |
| ۱۹۹۸      | زنده باد بر الینا                 | مارتا               | نقش تکراری               |
| ۱۹۹۸      | گوتتا دی امور                     | کنستانزا            | نقش تکراری               |
| ۱۹۹۹      | هرگز فراموش نمی‌کنم                | آلکاتراز کوردرو     | نقش تکراری               |
| ۱۹۹۹      | سه زن                             | یامیل نونز          | نقش تکراری               |
| ۲۰۰۱      | سالوم                             | کارسیا              | نقش پشتیبانی             |
| ۲۰۰۳–۲۰۰۴ | Velo de novia                     | ویدا                | نقش پشتیبانی             |
| ۲۰۰۴      | برادر بزرگ مکزیک                  | خودش                | مسابقه دهنده (موسم ۳)    |
| ۲۰۰۴      | کوریزونز ال لمیتی                 | "دولس ماریا"        | نقش تکراری               |
| ۲۰۰۴      | "اسکاندالو" تلویزیون شب           | خودش                | هم میزبان                |
| ۲۰۰۶–۲۰۰۷ | "لا فیا ماست بیللا"               | پاولا ماریا کنده    | نقش پشتیبانی             |
| ۲۰۰۸      | آتش در خون                        | ماراکویا            | نقش تکراری               |
| ۲۰۰۸      | "نورکاً به صورت چشمگیری            | خودش                | میزبان                   |
| ۲۰۰۸      | "ال شو دی نیورکا"                 | خودش                | میزبان                   |
| ۲۰۱۰      | میرا کوین بائیلا                  | خودش                | شرکت کننده (موسم ۱)      |
| ۲۰۱۱      | ایلا ایس نیورکا                   | خودش                | میزبان                   |
| ۲۰۱۱      | امپراتوری                         | آنگلا "کیمراً گالوان | نقش تکراری               |
| ۲۰۱۲      | زن یهودا                          | ریکاردا آراوجو      | نقش تکراری               |
| ۲۰۱۴      | قلب من توئه                       | خودش                | نقش مهمان                |
| ۲۰۱۴      | "سوی تو دوبل"                     | خودش                | قاضی                     |
| ۲۰۱۵–۲۰۱۷ | ریکا، فاموسا، لاتین               | خودش                | نقش اصلی (فصل‌های ۳ تا ۵) |
| ۲۰۱۶      | اون لحظه ای که سرنوشتم رو عوض کرد | خودش                | مستند                    |
| ۲۰۱۹      | آلما دی آنجیل                     | آلما مارسلا سیلوا   | نقش اصلی                 |
| ۲۰۲۲      | "خانه مشهوران"                    | خودش                | شرکت کننده (فصل ۲)       |